# Eddie Meduza
Errol Leonard Norstedt, Eddie Meduza néven ismert (Göteborg, 1948. június 17. – Växjö, 2002. január 17.) svéd dalszerző, zeneszerző, szövegíró, zenész, humorista, énekes és multi-instrumentalista. Gitáron, elektromos basszuson, szaxofonon, harmonikán és zongorán játszott.

## Diszkográfia
- 1975 – Errol
- 1979 – Eddie Meduza & Roarin' Cadillacs
- 1980 – Garagetaper
- 1981 – Gasen I Botten
- 1982 – För Jævle Braa!
- 1983 – Dåren É Lös
- 1984 – West A Fool Away
- 1985 – Ain't Got No Cadillac
- 1990 – You Ain't My Friend
- 1995 – Harley Davidson
- 1997 – Silver Wheels
- 1998 – Värsting Hits
- 1999 – Väg 13
- 2001 – Scoop